# Harwich Port (hamn)
Harwich Port (engelska: Harwich Ferry Port) är en hamn i Storbritannien.   Den ligger i grevskapet Essex och riksdelen England, i den sydöstra delen av landet, 110 km nordost om huvudstaden London.